# 중앙아프리카 공화국의 국장

중앙아프리카 공화국의 국장

중앙아프리카 공화국의 국장은 1963년 5월 17일에 제정되었다.
국장 가운데에는 다섯 개의 작은 공간으로 나뉜 방패가 그려져 있으며 방패 가운데에는 아프리카 대륙의 지도 위에 노란색 별이 그려져 있는데 이는 중앙아프리카 공화국의 위치를 의미한다. 방패 왼쪽 상단에는 코끼리의 머리가 그려져 있으며 오른쪽 상단에는 바오밥나무가 그려져 있다. 코끼리와 바오밥나무는 나라의 자연과 산맥을 의미한다.
방패 왼쪽 하단에는 세 개의 다이아몬드가 그려져 있으며 오른쪽 하단에는 흑인의 손이 그려져 있다. 세 개의 다이아몬드는 나라의 천연 자원을 의미하며 흑인의 손은 1963년 당시에 집권했던 중앙아프리카 공화국의 정당인 흑인 아프리카 사회 변화 운동의 상징이었다. 방패 양쪽에는 엇갈린 채로 게양되어 있는 두 개의 중앙아프리카 공화국의 국기가 그려져 있다. 방패 위쪽에는 떠오르는 태양이 그려져 있으며 방패 아래쪽에는 훈장이 장식되어 있다.
국장 위쪽에 있는 리본에는 "모든 사람은 평등하다"("Zo Kwe Zo")가 상고어로 쓰여져 있으며 국장 아래쪽에 있는 리본에는 중앙아프리카 공화국의 나라 표어인 "통일, 존엄, 노동"("Unité, Dignité, Travail")이 프랑스어로 쓰여져 있다.

## 역대 중앙아프리카 공화국의 국장

중앙아프리카 공화국의 국장 (1958년 ~ 1963년)
중앙아프리카 공화국의 국장 (1963년 ~ 1976년)
중앙아프리카 제국의 국장 (1976년 ~ 1979년)